# Тируваллур
Тируваллур (англ. Tiruvallur) — город в индийском штате Тамилнад. Административный центр округа Тируваллур. Расположен в 42 км к северо-западу от Ченная. Средняя высота над уровнем моря — 44 метра. По данным всеиндийской переписи 2001 года, в городе проживало 45 517 человек, из которых мужчины составляли 50 %, женщины — соответственно 50 %. Уровень грамотности взрослого населения составлял 76 % (при общеиндийском показателе 59,5 %). Уровень грамотности среди мужчин составлял 82 %, среди женщин — 69 %. 11 % населения было моложе 6 лет.